# Francis T. Maloney

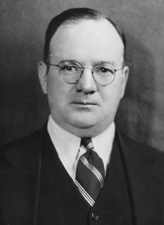
Francis T. Maloney

Francis Thomas Maloney, född 31 mars 1894, död 16 januari 1945, var en amerikansk politiker och ledamot av USA:s representanthus från Connecticut från 1933 till 1935 och amerikansk senator från Connecticut från 1935 till 1945.

## Tidigt liv
Maloney föddes i Meriden, New Haven County, Connecticut, den 31 mars 1894 och var katolik. Han gick i offentliga och kyrkliga skolor i Meriden. Från 1914 till 1921 arbetade han som tidningsjournalist, förutom 1917-1918, då han var sjöman i USA:s flotta under första världskriget. Sedan arbetade han med fastighets- och försäkringsaffärer.

## Politisk karriär
Maloney var borgmästare i Meriden från 1929 till 1933. Han valdes för Demokraterna till USA:s representanthus och tjänstgjorde från den 4 mars 1933 till den 3 januari 1935, under den mandatperiod som var kortare än den vanliga tiden på två år eftersom tiden då mandatperioderna skulle börja ändrades. Han kandiderade inte till omval, eftersom han hade blivit nominerad till USA:s senat. Han valdes till senaten 1934, omvald 1940 och tjänstgjorde till sin död 1945. Han var ordförande för utskottet för offentliga byggnader och offentlig mark under sin sista tid i senaten..
Maloney var delegat till Demokraternas nationella konvent från Connecticut 1936, 1940 och 1944.
Han avled i Meriden, Connecticut, den 16 januari 1945. Han begravdes på Sacred Heart Cemetery.

## Arv
En av de två offentliga gymnasieskolorna (high school) i Meriden, Connecticut, har fått namn efter Maloney.